# Alpy Zillertalskie

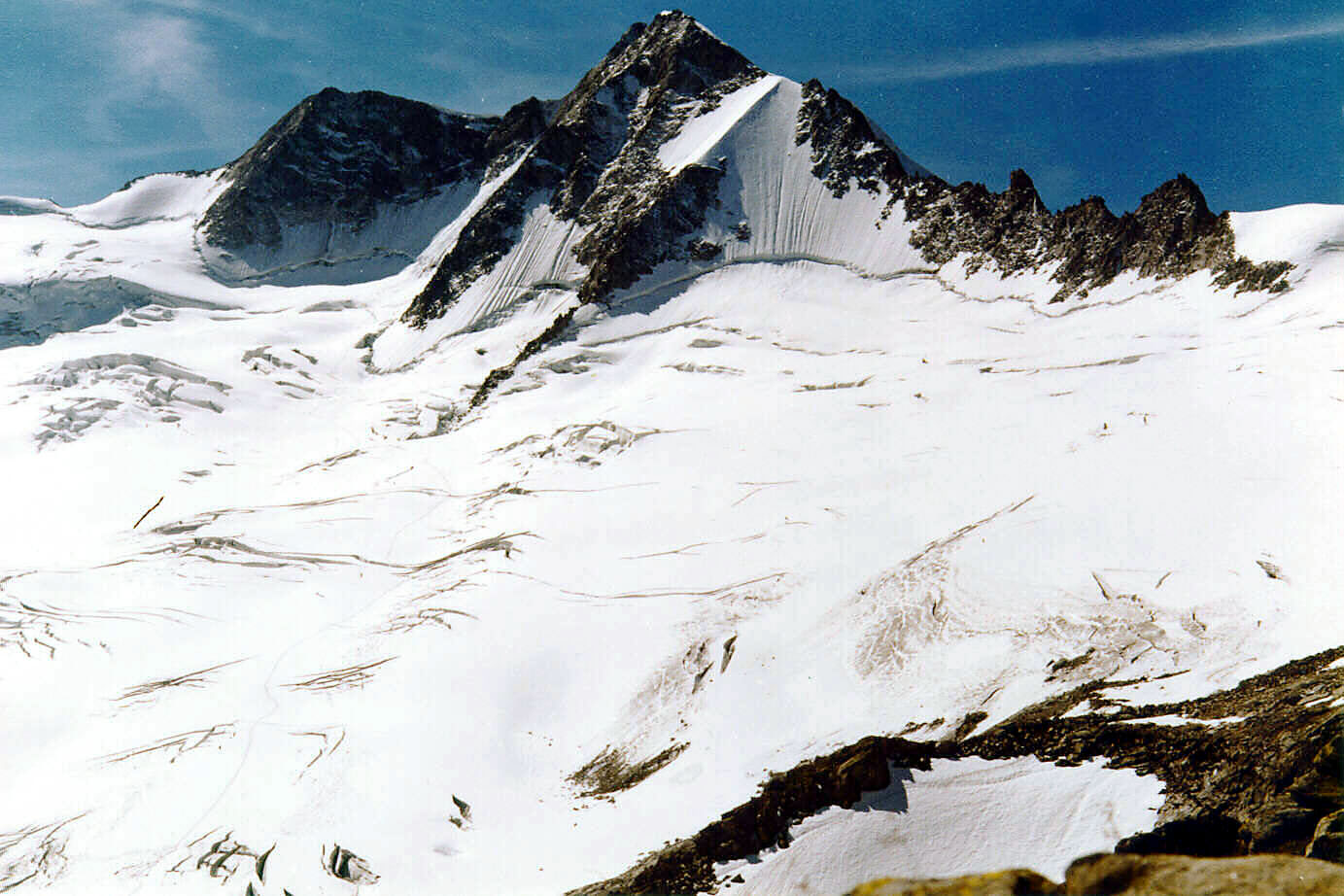
Großer Möseler

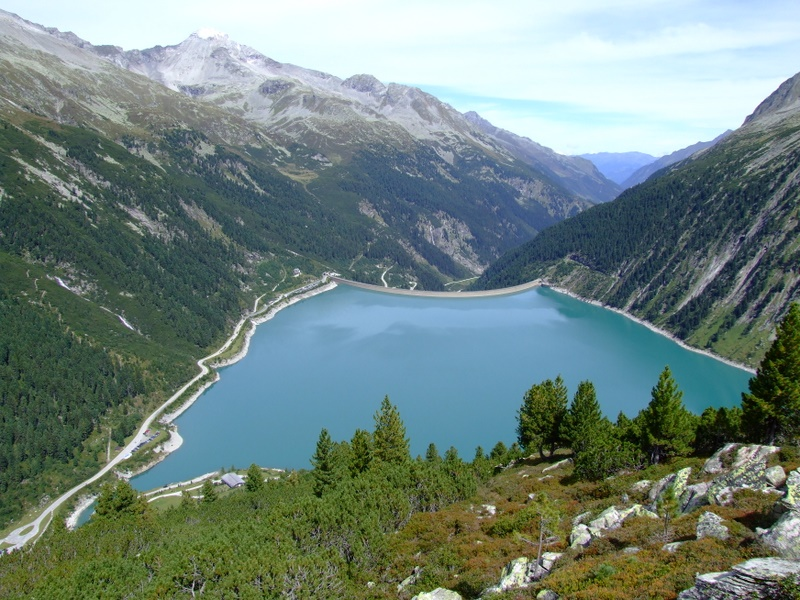
Jezioro Schlegeis, Alpy Zillertalskie

Alpy Zillertalskie (niem. Zillertaler Alpen, wł. Alpi della Zillertal) – pasmo górskie w Alpach Centralnych, stanowiące część głównej grani Alp i znajdujące się na terenie Austrii (kraj związkowy Tyrol) oraz Włoch (Tyrol Południowy). Nazwa masywu pochodzi od nazwy doliny Zillertal.

## Topografia
Alpy Zillertalskie położone są w głównej grani Alp, stanowiącej zarazem granicę hydrologiczną między doliną rzeki Inn stanowiącej dopływ Dunaju (zlewisko Morza Czarnego) i doliną rzeki Eisack, stanowiącej dopływ Adygi (zlewisko Adriatyku). Od położonych na wschód Wysokich Taurów Alpy Zillertalskie oddzielone są przełęczą Birnlücke. Od położonych na zachód Stubaier Alpen Alpy Zillertalskie oddzielone są przełęczą Brenner.
Poprzez przełęcz Tuxer Joch Alpy Zillertalskie łączą się z masywem Tuxer Alpen (niem. Tuxer Alpen lub Tuxer Voralpen). Ponadto poprzez niezbyt wysoko położoną i łatwo dostępną przełęcz Gerlos Alpy Zillertalskie łączą się z Alpami Kitzbühelskimi, różniącymi się jednak od nich zarówno krajobrazem jak i budową geologiczną.
Po północnej stronie masywu znajduje się głęboka dolina Zillertal, z licznymi odgałęzieniami: Gerlostal, Tuxertal, Zemmtal, Stilupgrund, Zillergrund, po południowej natomiast – doliny Ahrntal i Pfitscher Tal. Od zachodu granicę Alp Zillertalskich stanowi dolina Wiptal, od wschodu – dolina Krimmlertal.
Cały masyw dzieli się na grupy górskie:
- Zillertaler Hauptkamm[4][5] – część głównej grani Alp na granicy austriacko-włoskiej
  - Zillertaler Hauptkamm (Alpi Aurine)
  - Hochstellerkamm
  - Greinerkamm
  - Mörchenkamm
  - Ingentkamm
  - Floitenkamm
  - Ahornkamm
  - Riblerkamm
  - Magnerkamm

- Tuxer Kamm – położony na północny zachód od Zillertaler Hauptkamm i o przebiegu głównej grani SW-NE
  - Tuxer Hauptkamm
  - Padauner Kamm
  - Valser Kamm
  - Wildlahner Kamm

- Reichenspitzgruppe – boczne odgałęzienie od głównej grani w kierunku północnym, położone w południowo-wschodniej części całego masywu
  - Reichenspitzkamm
  - Gerloskamm
  - Schönachkamm
  - Wimmerskamm
  - Schwarzachkamm
  - Zillerkamm

- Pfunderer Berge – południowa część grupy, położona w całości we Włoszech
  - Kreuzspitzkamm
  - Plattspitzkamm
  - Wurmaulkamm
  - Grubbachkamm
  - Mühlwalder Kamm

Granicę między właściwymi Alpami Zillertalskimi a Tuxer Hauptkamm stanowi przełęcz Pfitscher Joch oraz doliny Pfitscher Tal, Zammsergrund i Zemmtal. Przełęcz Zillerplatten Scharte oddziela Reichenspitzgruppe od właściwych Alp Zillertalskich.
W obrębie masywu brak łatwo dostępnych przełęczy umożliwiających dogodne jego przekroczenie. Stosunkowo łatwo osiągalne są jedynie graniczne przełęcze Birnlücke i Pfitscher Joch. Natomiast przez nisko położony Brenner, wyznaczający zachodnią granicę Alp Zillertalskich, prowadzi jedna z najważniejszych dróg komunikacyjnych w poprzek Alp (linia kolejowa Monachium – Werona, szosa, autostrada).

## Najwyższe i najwybitniejsze szczyty

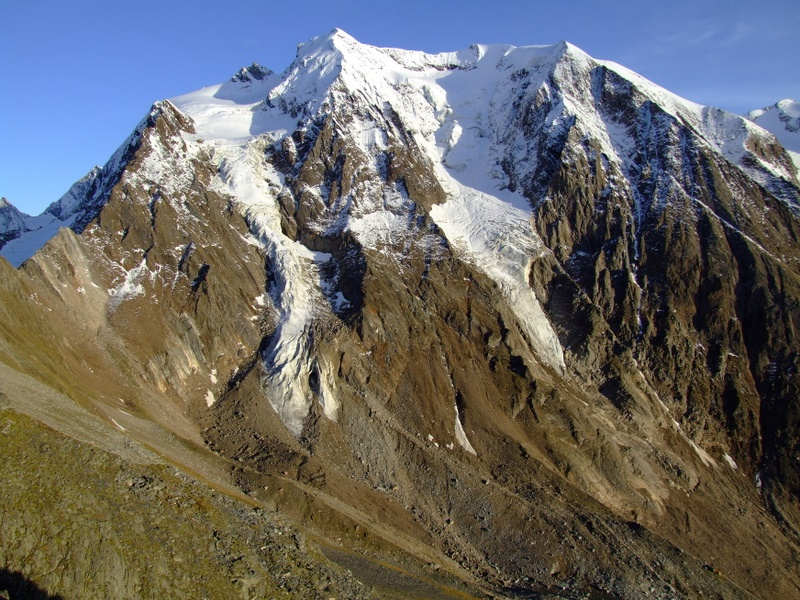
Widok od północy z przełęczy Haupentalscharte na masyw Hochfeilera (3509 m n.p.m., strona południowotyrolska)

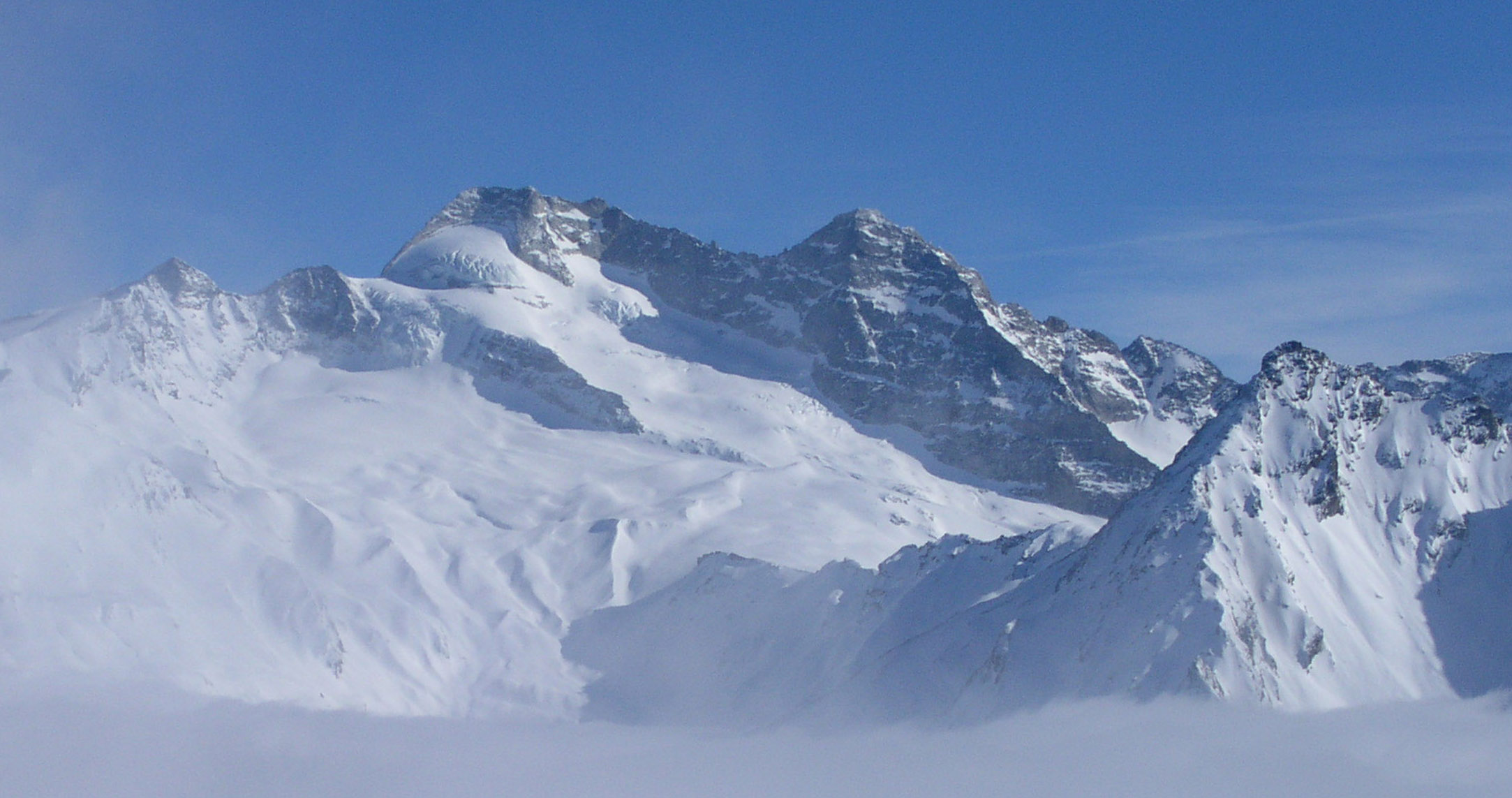
Olperer

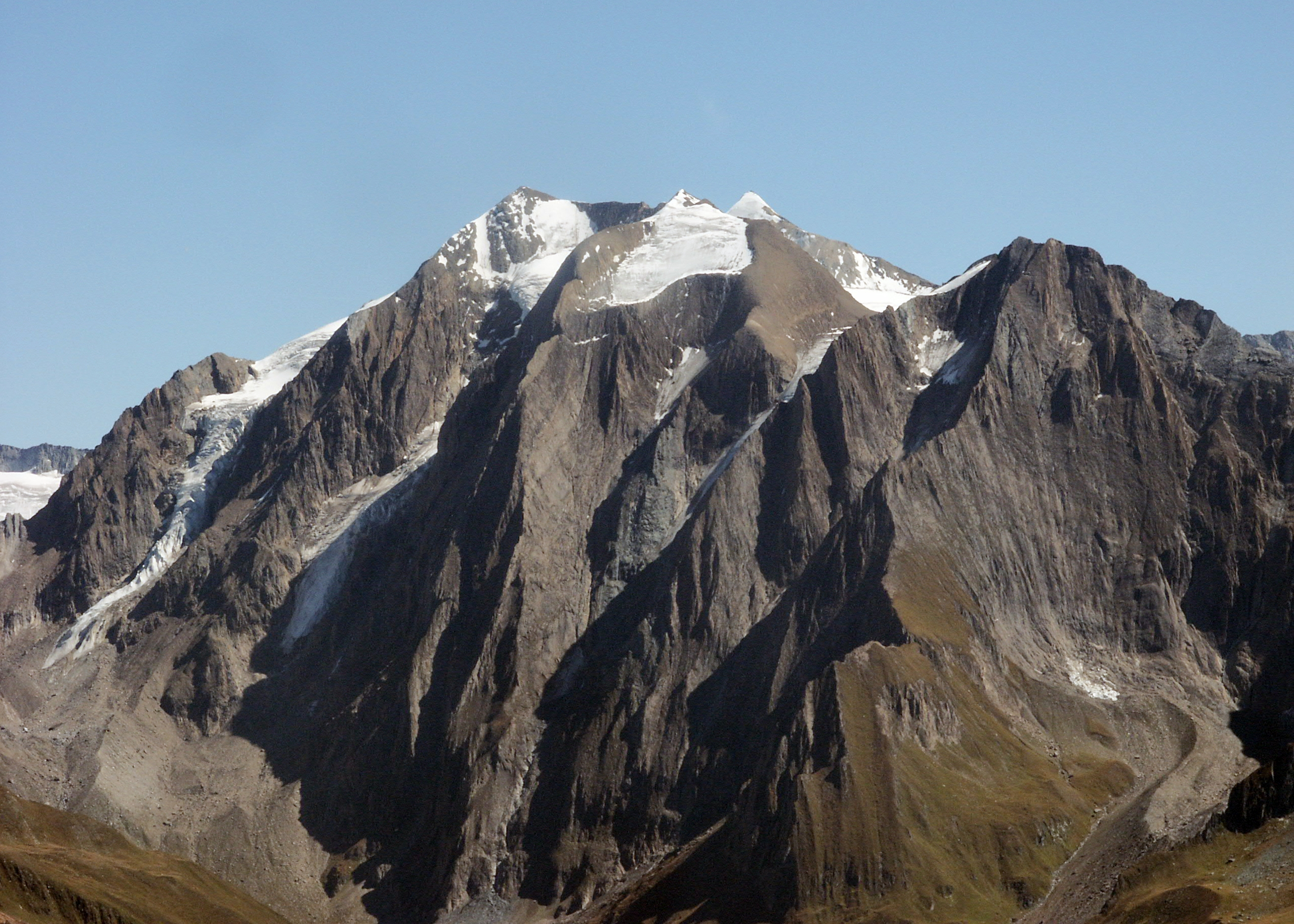
Hochferner

- Hochfeiler, 3509 m n.p.m.[6] – Zillertaler Hauptkamm[7],
- Großer Möseler, 3478 m n.p.m. – Zillertaler Hauptkamm[7],
- Olperer, 3476 m n.p.m. – Tuxer Hauptkamm[7],
- Hochfernerspitze, 3463 m n.p.m. – Zillertaler Hauptkamm[7],
- Turnerkamp, 3418 m n.p.m. – Zillertaler Hauptkamm[7],
- Schrammacher, 3410 m n.p.m. – Tuxer Hauptkamm[7],
- Großer Löffler, 3376 m n.p.m. – Zillertaler Hauptkamm,
- Hoher Weißzint, 3371 m n.p.m. – Zillertaler Hauptkam[7],
- Schwarzenstein, 3368 m n.p.m. – Zillertaler Hauptkamm[7],
- Reichenspitze, 3303 m n.p.m. – Reichenspitzkamm[7],
- Hohe Wand, 3289 m n.p.m. – Tuxer Hauptkamm[7],
- Gefrorene-Wand-Spitzen, 3288 m n.p.m. – Tuxer Hauptkamm,
- Großer Mörchner, 3285 m n.p.m. – Zillertaler Hauptkamm,
- Rauchkofel, 3252 m n.p.m. – Zillertaler Hauptkam[7],
- Hoher Riffler, 3231 m n.p.m. – Tuxer Hauptkamm,
- Hintere Stangenspitze, 3227 m n.p.m. – Ahornkamm[7],
- Wollbachspitze, 3219 m n.p.m. – Zillertaler Hauptkamm,
- Großer Greiner, 3201 m n.p.m. – Zillertaler Hauptkamm,
- Napfspitze, 3144 m n.p.m. – Zillertaler Hauptkamm,
- Wilde Kreuzspitze, 3134 m n.p.m. – Kreuzspitzkamm[7],
- Ochsner, 3107 m n.p.m. – Zillertaler Hauptkamm,
- Kleibach Spitze, 3093 m n.p.m. – Zillertaler Hauptkamm,
- Wildkarspitze, 3078 m n.p.m. – Gerloskamm[7],
- Ahornspitze, 2973 m n.p.m. – Ahornkamm[7],
- Dristner, 2765 m n.p.m. – Zillertaler Hauptkamm.

## Budowa geologiczna

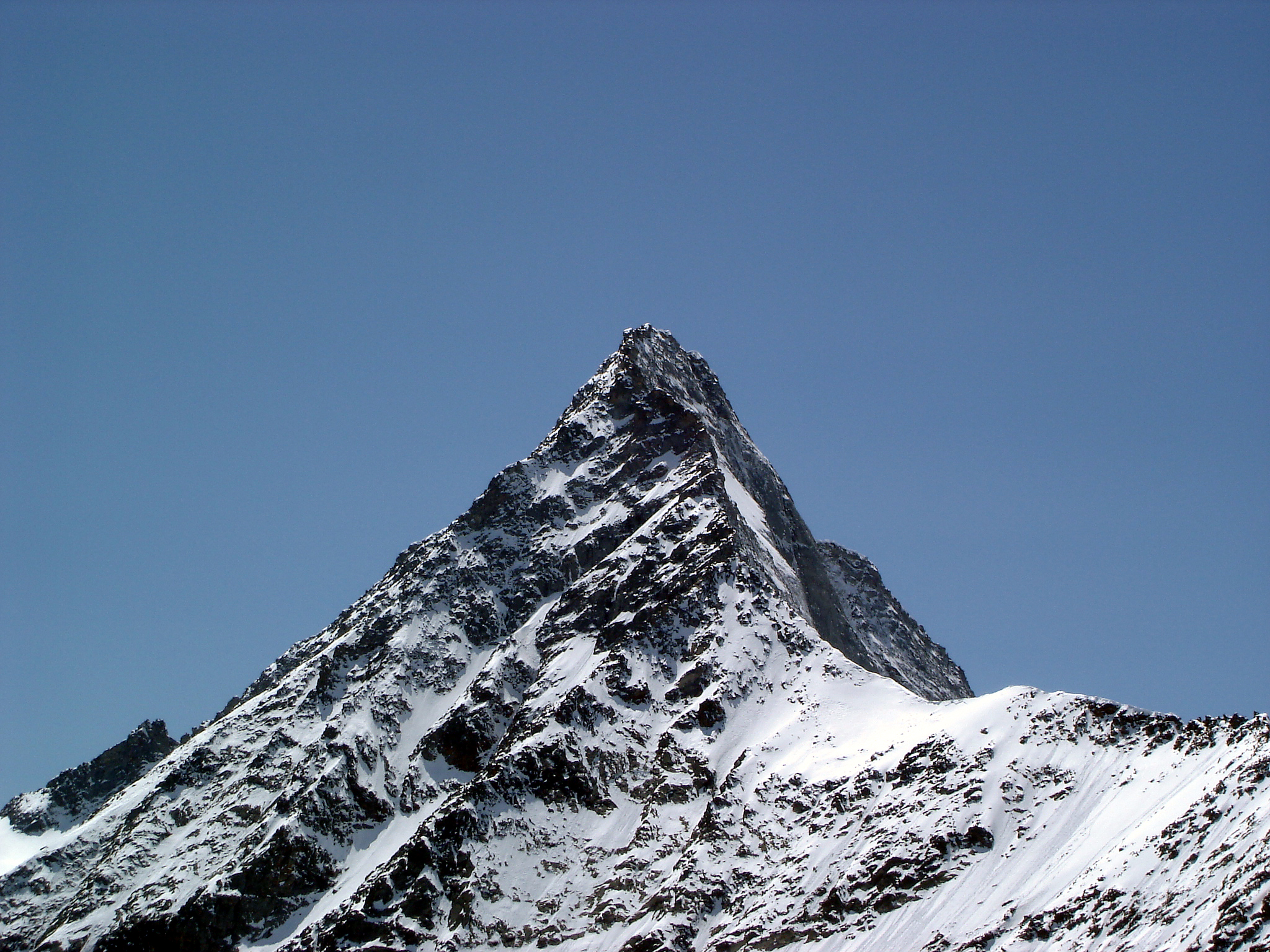
Schrammacher

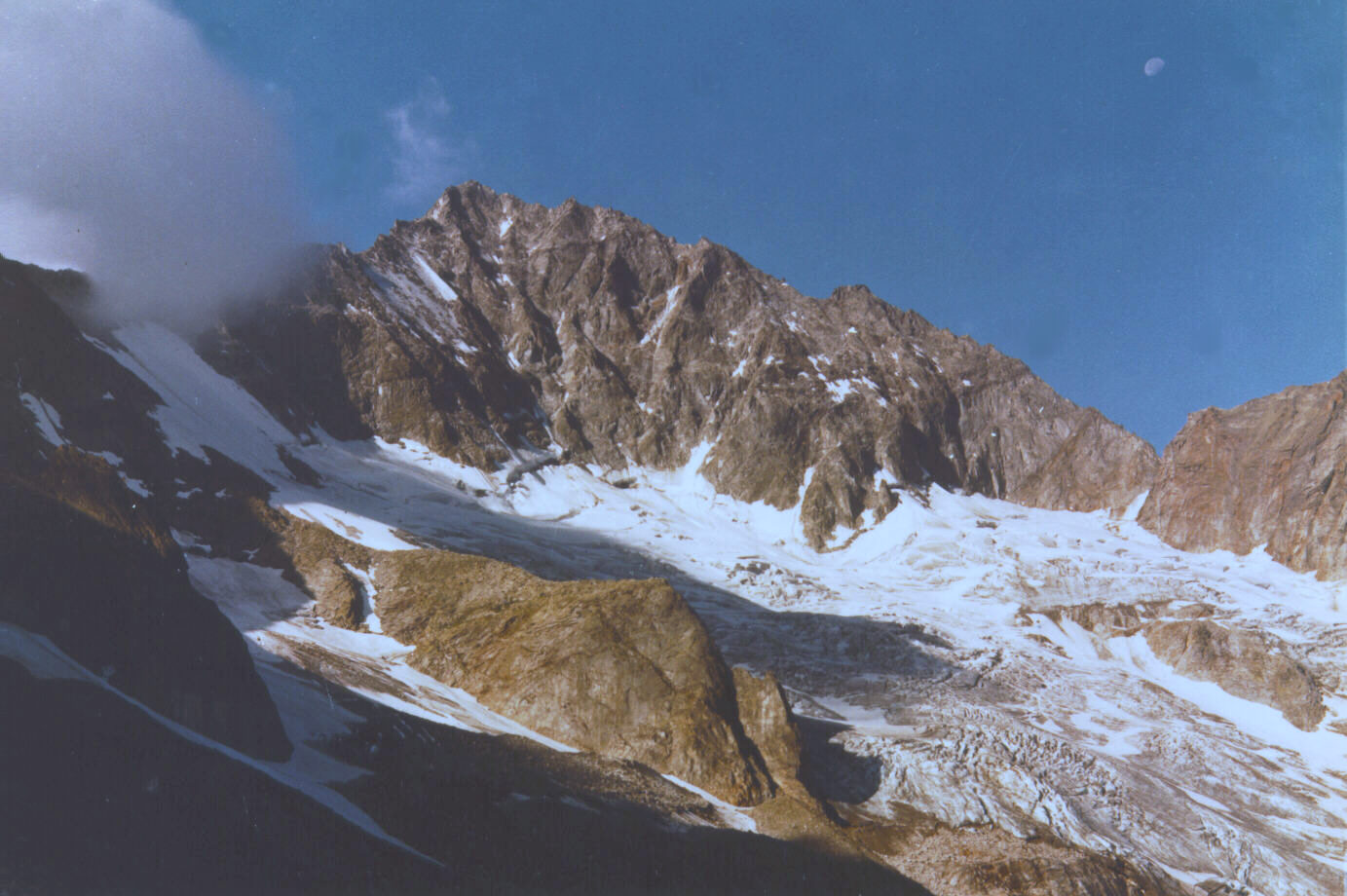
Großer Löffler

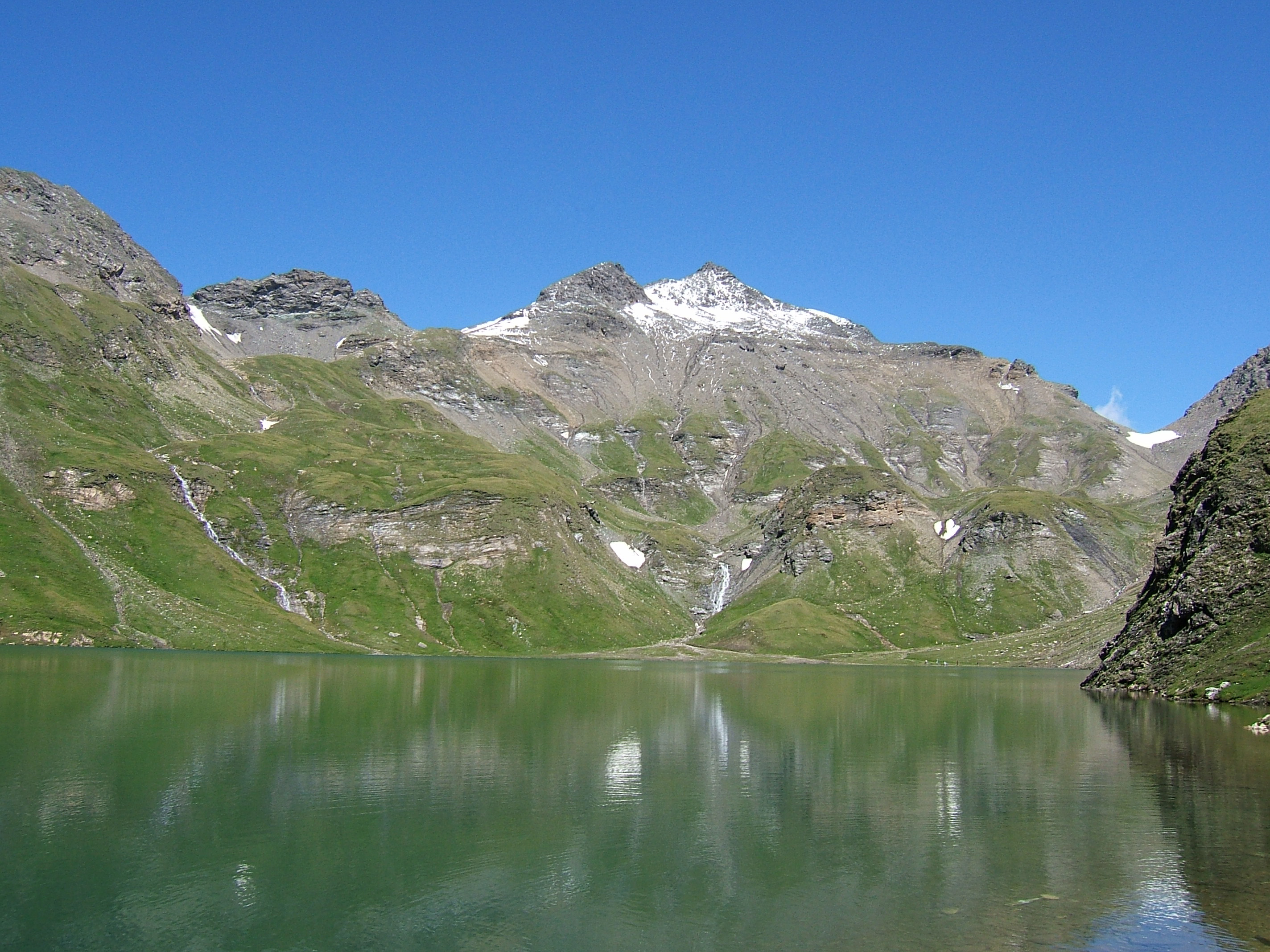
Wilde Kreuzspitze

Alpy Zillertalskie charakteryzują się typowo alpejska rzeźbą terenu – ostrymi graniami, wybitnymi, poszarpanymi skalnymi szczytami oraz głębokimi dolinami. Taka forma rzeźby stanowi odbicie geologicznej budowy terenu.
W niemieckojęzycznej literaturze przedmiotu podawane jest często, że najwyższe szczyty oraz główne granie Alpy Zillertalskich, zarówno Zillertaler Hauptkamm, jak i Tuxer Hauptkamm czy też Reichenspitzgruppe, podobnie jak w przypadku Wysokich Taurów, zbudowane są z twardego gnejsu. W rzeczywistości są to utwory dość zróżnicowane, składające się na kompleks skał metamorficznych w skład którego wchodzą: gnejsy (przeważające), granitognejsy, migmatyty, amfibolity, serpentynity, łupki krystaliczne, fyllity. Skały te stanowią część trzonu krystalicznego okna tektonicznego Wysokich Taurów. Południowy brzeg tej strefy przebiega poczynając od przełęczy Eissbruggjoch na zachodzie poprzez dolinę Weisenbach i dolinę Ahrntal. Północną granicę stanowi natomiast linia biegnąca od Kraxentrager poprzez Kaserer, Mayrhofen i Krimml.
Gnejsy stanowiące rdzeń Alp Zillertalskich otoczone są zarówno od północy jak i od południa strefą łupkową. Północna granica tej strefy przebiega przez miejscowości Hippach i Gerlos oraz przełęcz Gerlos. Nazwa strefa łupkowa jest tutaj raczej umowna, gdyż budują ją skały różnego rodzaju, w których łupki stanowią grupę przeważającą. Znaczną ich część stanowią łupki krystaliczne o rozmaitym stopniu metamorfizacji. Widoczne jest wyraźnie, że procesy metamorfizacyjne zachodziły tu w sposób silnie niejednorodny. W rezultacie, zwykłe, szare lub niemal czarne, matowe łupki o chropowatej powierzchni przełamu sąsiadują niekiedy z wysoce zmetamorfizowanymi łupkami krystalicznymi, bogatymi w błyszczącą mikę o gładkich powierzchniach doskonałej łupliwości.
Generalnie, w obrębie strefy łupkowej wyróżnia się dwie główne serie: wewnętrzną oraz zewnętrzną. Strefę wewnętrzną, stanowiącą bezpośrednie otoczenia gnejsów centralnych, tworzą głównie łupki, na ogół silniej lub słabiej zmetamorfizowane. Strefa ta nie posiada w swoim składzie skał węglanowych. Natomiast seria zewnętrzna zbudowana jest, oprócz łupków, ze znacznej ilości wapieni lub produktów ich wczesnej metamorfizacji.
W wyniku erozji twarde, odporne gnejsy utworzyły ostre granie lub wybitne szczyty, natomiast obniżenia, stoki i doliny zarówno po północnej jak i południowej stronie masywu położone są w obrębie strefy łupkowej.
Gnejsowy rdzeń Alp Zillertalskich stanowi mekkę dla poszukiwaczy minerałów, a szczególnie znany jest z wystąpień pięknych minerałów granatu. W dawnych czasach w okolicy obecnego schroniska Berliner Hütte znajdował się nawet prymitywny młyn wodny, służący do kruszenia skał gnejsowych i odzyskiwania granatów.
Alpy Zillertalskie posiadają typowo alpejską rzeźbę ukształtowaną przez lodowce. Są jednym z najbardziej zlodowaconych obszarów Austrii. Masy lodu najintensywniej kształtowały rzeźbę terenu podczas maksymalnych zasięgów zlodowacenia w plejstocenie, kiedy warstwa lodu w głównych dolinach miała ponad kilometrową grubość. Dzięki temu występują tam jedne z najlepiej wykształconych form żłobów lodowcowych, zwane po niemiecku Trogtal. Terminologia ta została wprowadzona przez glacjologów właśnie na terenie Alp Zillertalskich, jednym z pierwszych masywów będących przedmiotem badań geomorfologicznych w całych Alpach.
Obecnie wielkie cyrki lodowcowe, wypełnione istniejącym jeszcze, aczkolwiek powoli topniejącym lodem stanowią naturalne zbiorniki dużej ilości czystej wody i stanowią źródło mocy hydroenergetycznej.

## Turystyka

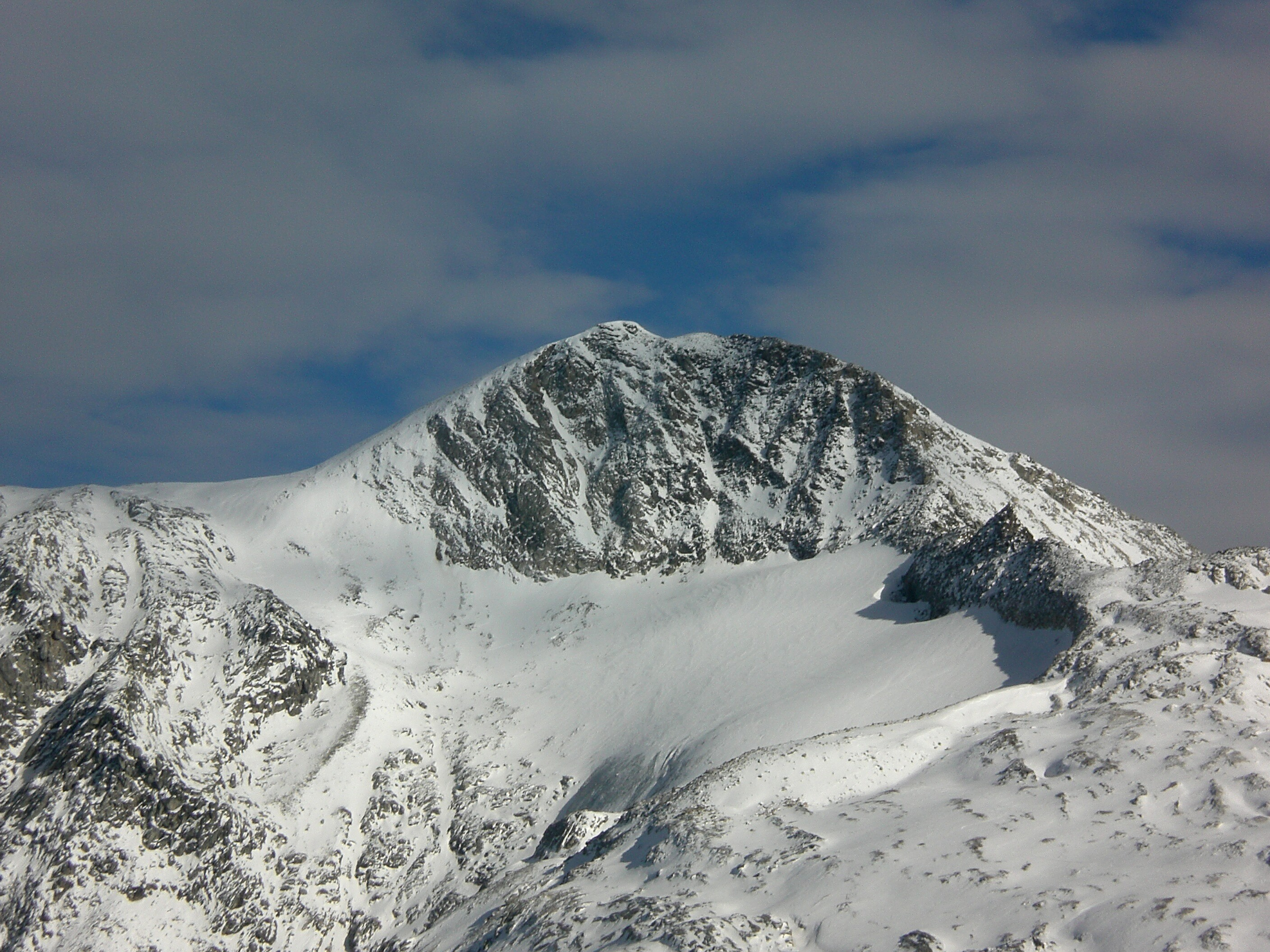
Hoher Riffler

Większość szczytów Alp Zillertalskich jest dość trudno dostępna, wymagająca przygotowania alpinistycznego. Zwiedzanie masywu ułatwiają liczne schroniska dostępne dla zwykłych turystów. Zestawienie schronisk, usytuowanych zarówno po tyrolskiej, jak i po południowo-tyrolskiej stronie podano poniżej.
Alpy Zillertalskie stanowią jeden z najważniejszych obszarów turystyki i sportów zimowych w Austrii. W dolinie Zillertal znajduje się największy w Austrii ośrodek sportów narciarskich, zwany również Zillertal. Obejmuje on w rzeczywistości cztery duże i kilka mniejszych ośrodków w całej dolinie; łącznie ponad 600 km zjazdowych tras narciarskich, w tym lodowiec Tuxergletscher (inczej Hintertux Gletscher).
Główne miejscowości, Mayrhofen, Zell am Ziller i Hintertux odwiedzane są corocznie przez setki tysięcy turystów.
Po stronie południowo-tyrolskiej znajduje się średniej wielkości ośrodek narciarski Ahrntal.

### Schroniska górskie Alp Zillertalskich
- Alpenrosehütte,
- Brandberger Kolmhaus,
- Birnlückenhütte,
- Dominikushütte,
- Eissbruggjoch Hütte,
- Freisenberghaus,
- Furtschaglhaus,
- Gamshütte,
- Gearaer Hütte,
- Grawandhütte,
- Günter Messner Bivakschatel,
- Hochfeiler Hütte,
- Karl von Edelhütte,
- Kasserer Hütte (2178 m),
- Maxhütte,
- Nevesjoch Hütte,
- Olpererhütte,
- Pfitscher Joch Haus,
- Plauener Hütte,
- Schwarzenstein Hütte,
- Spannagel Haus,
- Tuxer Joch Haus,
- Zittauer Hütte.

## Ludność
Na terenie Alp Zillertalskich, zarówno po północnej (tyrolskiej) jak i po południowo-tyrolskiej stronie masywu zamieszkują Tyrolczycy, mówiący tyrolskim dialektem języka niemieckiego. Ludność skupiona jest głównie w dolinach, położonych na obrzeżach masywu. Czasem spotyka się jednak większe lub mniejsze osiedla na tarasach stoków górskich. Głównym zajęciem ludności jest obsługa turystyki, a także rolnictwo, leśnictwo i hodowla zwierząt gospodarskich.
Miejscowości położone w obrębie lub na granicy Alp Zillertalskicich:
- we Włoszech: Sand in Taufers, St. Jakob in Ahrn, Lappach, Kasern, Luttach, St. Johann in Ahrn, St. Peter in Ahrn, St. Jakob in Pfitsch, Steinhaus, Weisenbach, Műhleg, Műhlwald i Prettau.

- w Austrii: Bärenbad, Dornauberg, Finkenberg, Heinzenberg, Gerlos, Ginzling, Hintertux, Lanersbach, Mayrhofen, Schwendau, St. Jodok, Tux, Vorderlanersbach, i Zell am Ziller.

## Gospodarka
Rolnictwo, hodowla zwierząt, leśnictwo i drobne rzemiosło stanowią tradycyjne zajęcia ludności. Obecnie jednak tradycyjny wypas bydła na wysokogórskich halach w zasadzie nie jest już prowadzony i posiada on charakter reliktowy. Tartaki wykorzystujące lokalny surowiec dostarczają materiału do budowy tradycyjnych, tyrolskich domów.
Turystyka stanowi obecnie podstawowy element gospodarczy dla Alp Zillertalskich oraz dolin na ich obrzeżach. Tworzy ona główne źródło dochodów ludności oraz dostarcza tysięcy miejsc pracy.
Na terenie masywu, w części austriackiej, znajdują się trzy jeziora zaporowe, z których największym jest Schlegeisspeicher. Położone jest ono w zachodniej części masywu niedaleko przełęczy Pfitscher Joch; zbudowane w 1971 roku w celach hydroenergetycznych. Pozostałe jeziora zaporowe to Speicher Stillup w dolinie Stillupgrundl oraz Speicher Zillergrundl w dolinie Zillergrundl. Państwo austriackie dokonało tu znacznych inwestycji hydrologicznych, a jeziora zaporowe połączone są rozbudowanymi systemami podziemnych sztolni. W Mayrhofen znajduje się duża elektrownia wodna, do której wodę transportuje się podziemnie z sąsiednich rejonów Alp Zillertalskich. Zakłady hydroenergetyczne dostarczają znacznych nadmiarów mocy, które transportowane są w kierunku leżącej na północ doliny Innu rozbudowanym systemem linii energetycznych.
Górnictwo, obecne dawniej na terenie Alp Zillertalskich, ma dziś znacznie jedynie historyczne. Ostatnie kopalnie miedzi w Kasern zamknięto ostatecznie na przełomie lat sześćdziesiątych i siedemdziesiątych XX wieku. Obecnie część dawnych sztolni i urządzeń górniczych zachowano jako muzeum górnicze.